# Poor boy blues
Poor boy blues is een lied dat Les Holroyd schreef voor zijn nooit uitgegeven soloalbum. Hij diende het vervolgens in voor het album Everyone is everybody else van Barclay James Harvest (BJH).
Het lied stamt uit de tijd dat leden van BJH solo-aspiraties hadden. Holroyd had al wat geschreven voor een eigen album, maar de contractbreuk met Harvest Records bracht uitvoering van het idee naar de eeuwigheid. Toen BHJ een contract had getekend voor Polydor, nam hij het mee in de groep en kwam het in een ander arrangement op het album. De tekst gaat over de (wenselijke) vlucht ("But I have to be leaving") van Holroyd uit wat hij als zijn toekomst had gezien. Hij zag een armeluis bestaan voor zich, werken in de mijnen of fabrieken ("He was born to be that way"); terwijl de rijken gewoon door het leven speelden ("Plays to pass the time").
Het lied werd als single uitgegeven met op de B-kant Crazy city, waarin wordt omschreven dat ondanks dat de stad een “nare en drukke plek” is om te leven, mensen er toch naartoe trekken vanuit de “idyllische” buitengebieden. De single verscheen in mei 1974, drie weken voordat het album uitkwam; noch de single noch het album haalden de hitlijsten.
Op dat album werd het gekoppeld met het lied Mill boys, ook van Holroyd. Holroyd schreef dat over hetzelfde onderwerp: de mijnen en fabrieken in Lancashire; hij greep ermee terug op zijn jeugd in de omgeving van Mill Hill en Tandle Hill. Delen van de twee liedjes raakten daarbij verwoven met elkaar. Het duo liedjes werd afgesloten met het daarna meteen gestarte For no one.